# 青戸翔
青戸 翔（あおと かける、1996年8月9日 - ）は、神奈川県出身のサッカー選手。JFL・ヴィアティン三重所属。ポジションはFW。

## 来歴
小・中学生時代は東京ヴェルディ1969のアカデミーに在籍。その後、桐蔭学園高等学校を経て国際武道大学に進学。
2019年3月29日、東京ユナイテッドFCに加入。その後、ヨーロッパに渡りミッテルラインリーガ（ドイツ5部）のジークブルガーSV04に加入。
2020年6月26日、東京23FCに完全移籍。
2021年2月26日、おこしやす京都ACに完全移籍。同年の天皇杯2回戦・サンフレッチェ広島F.Cでは先制ゴールを決め、J1リーグ所属クラブ相手のジャイアントキリングを達成。関西サッカーリーグではリーグトップの13ゴールを決め、チームの優勝に貢献した。
2021年12月27日、カマタマーレ讃岐に完全移籍で加入することが発表された。2022年3月13日、J3リーグ開幕戦の松本山雅FC戦で途中出場しJリーグデビュー。
2022年11月9日、カマタマーレ讃岐は契約期間の満了と来季に向けて契約を更新しないことを発表。
同年11月29日、カンセキスタジアムとちぎで行われたJリーグ合同トライアウトに出場した。
12月9日、テゲバジャーロ宮崎への完全移籍が発表された。
2023年12月4日、宮崎より来季の契約を結ばない事がリリースされた。
2024年1月11日、沖縄SVへの加入が発表された。この年は15得点をあげてJFL得点王を獲得した。
2024年12月28日、ヴィアティン三重への完全移籍が発表された。

## 所属クラブ
- 東京ヴェルディジュニア
- 東京ヴェルディジュニアユース
- 桐蔭学園高等学校
- 国際武道大学
- 2019年  東京ユナイテッドFC
- 2019年  ジークブルガーSV04（英語版）
- 2020年6月 - 同年12月  東京23FC
- 2021年  おこしやす京都AC
- 2022年  カマタマーレ讃岐
- 2023年  テゲバジャーロ宮崎
- 2024年  沖縄SV
- 2025年 -  ヴィアティン三重

## 個人成績
| 国内大会個人成績 | 国内大会個人成績 | 国内大会個人成績 | 国内大会個人成績 | 国内大会個人成績 | 国内大会個人成績 | 国内大会個人成績 | 国内大会個人成績 | 国内大会個人成績 | 国内大会個人成績 | 国内大会個人成績 | 国内大会個人成績 |
| 年度             | クラブ           | 背番号           | リーグ           | リーグ戦         | リーグ戦         | リーグ杯         | リーグ杯         | オープン杯       | オープン杯       | 期間通算         | 期間通算         |
| 年度             | クラブ           | 背番号           | リーグ           | 出場             | 得点             | 出場             | 得点             | 出場             | 得点             | 出場             | 得点             |
| 日本             | 日本             | 日本             | 日本             | リーグ戦         | リーグ戦         | リーグ杯         | リーグ杯         | 天皇杯           | 天皇杯           | 期間通算         | 期間通算         |
| ---------------- | ---------------- | ---------------- | ---------------- | ---------------- | ---------------- | ---------------- | ---------------- | ---------------- | ---------------- | ---------------- | ---------------- |
| 2019             | 東京U            |                  | 関東1部          | 1                | 0                | -                | -                | -                | -                | 1                | 0                |
| ドイツ           | ドイツ           | ドイツ           | ドイツ           | リーグ戦         | リーグ戦         | リーグ杯         | リーグ杯         | DFBポカール      | DFBポカール      | 期間通算         | 期間通算         |
| 2019             | ジークブルガー   |                  | ミッテルライン   | 17               | 4                | -                | -                | -                | -                | 17               | 4                |
| 日本             | 日本             | 日本             | 日本             | リーグ戦         | リーグ戦         | リーグ杯         | リーグ杯         | 天皇杯           | 天皇杯           | 期間通算         | 期間通算         |
| 2020             | 東京23           | 16               | 関東1部          | 6                | 0                | -                | -                | -                | -                | 6                | 0                |
| 2021             | O京都            | 18               | 関西1部          | 14               | 13               | -                | -                | 2                | 1                | 16               | 14               |
| 2022             | 讃岐             | 18               | J3               | 23               | 3                | -                | -                | -                | -                | 23               | 3                |
| 2023             | 宮崎             | 7                | J3               | 25               | 1                | -                | -                | 0                | 0                | 25               | 1                |
| 2024             | 沖縄SV           | 18               | JFL              | 27               | 15               | -                | -                | 1                | 0                | 28               | 15               |
| 2025             | 三重             | 18               | JFL              |                  |                  | -                | -                |                  |                  |                  |                  |
| 通算             | 日本             | 日本             | J3               | 48               | 4                | -                | -                | 0                | 0                | 48               | 4                |
| 通算             | 日本             | 日本             | JFL              | 27               | 15               | -                | -                | 1                | 0                | 28               | 15               |
| 通算             | 日本             | 日本             | 関東1部          | 7                | 0                | -                | -                | -                | -                | 7                | 0                |
| 通算             | 日本             | 日本             | 関西1部          | 14               | 13               | -                | -                | 2                | 1                | 16               | 14               |
| 通算             | ドイツ           | ドイツ           | ミッテルライン   | 17               | 4                | -                | -                | -                | -                | 17               | 4                |
| 総通算           | 総通算           | 総通算           | 総通算           | 113              | 36               | -                | -                | 3                | 1                | 116              | 37               |

- Jリーグ初出場 - 2022年3月13日 J3第1節  松本山雅FC戦 (ピカスタ)
- Jリーグ初得点 - 2022年3月27日 J3第3節 AC長野パルセイロ戦 (長野Uスタ)

## タイトル

### クラブ
おこしやす京都AC
- 関西サッカーリーグ1部: 2021年

### 個人
- 関西サッカーリーグ1部得点王: 2021年
- JFL得点王、ベストイレブン：2024年